# Adam Norrodin
Adam Norrodin (Parit Raja, 1998. június 13. –) maláj gyorsasági motorversenyző, 2016-tól 2019-ig a MotoGP Moto2-es és Moto3-as kategóriáiban indult.

## Karrierje

### A korai évek
Motokrosszal kezdte, 2007 és 2009 között a SIC AAM Malaysia Motocross bajnokság junior kategóriájában indult (összesen 6 győzelem és egy bajnoki cím 2007-ből); valamint 2009-ben a Johor Motocross Series-ben is (2. lett 3 győzelemmel).
Ezek után a supermoto szakágra váltott, ahol 2011-ben és 2012-ben is bajnok lett az AAM Malaysia Supermoto 200 köbcentis kategóriájában. '12-ben viszont indult már gyorsasági versenyeken is a AAM Malaysia Cub Prix One Make Yamaha szériában, ahol 7. lett. 2013-ban már az AAM Malaysia Cub Prix Wira (2 győzelem, összetett 6. helyezés) és a Malaysia Super Series 250 Open (5. hely, 1 győzelem) volt az a két bajnokság, amiken indult.

### 2014
Részt vett a Dorna által elindított ázsiai tehetségkutatóban, az Asia Talent Cup-ban. A széria épp abban az évben indult, Norrodin pedig 75 ponttal a 7. lett összesítésben. Mindössze két olyan futam volt, ahol nem tudott pontot szerezni, a legjobb eredménye pedig egy 3. hely volt Sepangban.
Egy maláj csapat, a SIC AJO segítségével viszont lehetősége volt elindulni a CEV Moto3 Junior Világbajnokság futamain is. Összesítésben 31. lett 4 ponttal - a legjobbja egy 13. hely volt Navarrában.

### 2015
A következő szezonban sem tudott harcban lenni a bajnoki címért: habár a 12 futamból 11-szer sikerült pontot szereznie az ATC-ben, az igazán jó eredmények elmaradtak tőle. Kétszer állhatott csak dobogóra: az év közepén Sepangban szerzett egy 2. helyet; majd a szezonzárón (szintén Sepangban) egy 3. helyet. Ez a végelszámolásnál 105 pontot és egy 8. helyet ért az összetettben.
A 2014-es teljesítménye után támogatta őt a széria, így ezúttal a Junior Talent Team segítségével indulhatott a junior világbajnokságon Yuta Date és Kaito Toba társaságában. A két japán csapattársától, illetve a szezon utolsó versenyhétvégéjén szabadkártyával induló Ayumu Sasakitól jócskán elmaradva, végül 30. lett csak összesítésben. Az első futamon nem tudott elindulni Portimaóban, később viszont három alkalommal is pontot tudott szerezni (14. hely lett a legjobbja).

### 2016
2016-ban ő lett az első motoros, aki az Asia Talent Cup-ból indulva el tudott jutni a gyorsaságimotoros-világbajnokságra. Ebben hatalmas segítségére volt a Drive M7 SIC Racing Team (maláj csapat, Sepang International Circuit), amely teljes szezonos szerződést ajánlott neki a Moto3-ban Jakub Kornfeil csapattársaként. Első világbajnoki évében végül 14 ponttal a 28. lett - két 11. helyezést is szerzett, összesen háromszor ért célba pontszerző helyen. A szezon fénypontját viszont egyértelműen az Argentin Nagydíj jelentette, amelyen az utolsó körig csatázott a dobogóért a vizes pályán, ám amikor megpróbálta megelőzni Jorge Navarrót, kicsúszott és végül csak a 11. helyen futott be (a futamot egyébként honfitársa, Khairul Idham Pawi nyerte).

### 2017
Talán pályafutása addigi legjobb szezonját produkálva, a 17. lett a pontversenyben Norrodin, 42 pontot gyűjtve. Négy alkalommal is bejutott a top 10-be - 8. hely lett a legjobbja, amit Speilbergben és Phillip Island-en is el tudott érni. Ráadásul ezúttal a csapattársát is le tudta győzni: Ayumu Sasaki 10 ponttal kevesebbet gyűjtött nála és csak a 20. lett végül.

### 2018
A csapaton belüli küzdelmet nézve 2018 már jóval kiegyenlítettebb volt. A Petronas Sprinta Sacing (a SIC Racing lett átnevezve) két motorosa végül a 20-21. helyeket szerezték meg összesítésben - Sasaki 4 egységgel gyűjtött többet maláj csapattársánál. Norrodin Argentínában egy 5. helyet szerzett, ami karriercsúcsnak számít nála, ezzel együtt pedig összesen háromszor volt top 10-es.

### 2019
A Moto3-ban John McPhee érkezett a csapathoz, a Moto2-ben pedig (2018-hoz hasonlóan) csak egy motort indított a Petronas Sprinta Racing, amit Khairul Idham Pawi kapott meg. Ez azt jelentette, hogy nem jutott teljes szezonos hely Norrodin számára a világbajnokságon. Pawi viszont még a szezon legelején megsérült, ami miatt a továbbiakban pótolni kellett: Mattia Pasini, Jonas Folger és Bradley Smith mellett így neki is jutott lehetőség a szezon végén. Összesen 6 futamon jutott szóhoz, de pontot végül nem sikerült szereznie.
A SIC Racing ugyanakkor nem tett le róla, csak ideiglenesen hívták vissza a vb-től: az eredeti tervek szerint az ázsiai bajnokság (ARRC) SS600-as kategóriájában és a Moto2-es Európa-bajnokságon teljesített volna teljes szezont. Az ARRC-ben egy Yamaha nyergében 170 pontot szerezve a 3. lett összesítésben (2 futamgyőzelemmel) - úgy, hogy a 6. fordulót ki kellett hagynia.
A Moto2-es Eb-n az utolsó fordulókról szintén hiányzott, de végül 35 pontot szerezve az összetett 15. helyén zárt.

### 2020
Mivel a világbajnokságon továbbra sem találtak számára helyet a csapatnál, a '19-es tervek szerint vágtak neki ennek a szezonnak is. Az ARRC-ben az első versenyhétvégén nem indított túl jól, ugyanakkor a második futamot már meg tudta nyerni Sepangban. Nem jött azonban a folytatás, hiszen a koronavírus miatt bevezetett utazási korlátozások okán az ázsiai bajnokság további fordulóit törölték, így a szezon végül elmaradt.
Ez azt jelentette, hogy csak a Moto2-es Eb-n tudott elindulni, ahol a Liqui Moly Intact SIC Junior Team színeiben egyedüli versenyzőként kapott lehetőséget (illetve Dominique Aegerter csak egy hétvégén indulhatott el szabadkártyával). A szezon végén itt 79. ponttal a 7. lett.

## Statisztika
| Szezon   | Géposztály | Motor | Csapat                  | Versenyek | Győzelem | Dobogó | Pole | LKör | Pont | Poz. |
| -------- | ---------- | ----- | ----------------------- | --------- | -------- | ------ | ---- | ---- | ---- | ---- |
| 2016     | Moto3      | Honda | SIC Racing Team         | 18        | 0        | 0      | 0    | 0    | 14   | 28.  |
| 2017     | Moto3      | Honda | SIC Racing Team         | 17        | 0        | 0      | 0    | 1    | 42   | 17.  |
| 2018     | Moto3      | Honda | Petronas Sprinta Racing | 17        | 0        | 0      | 0    | 0    | 46   | 21.  |
| 2019     | Moto2      | Kalex | Petronas Sprinta Racing | 6         | 0        | 0      | 0    | 0    | 0    | NC   |
| Összesen |            |       |                         | 58        | 0        | 0      | 0    | 1    | 102  |      |

## Teljes MotoGP-eredménylistája
(Táblázat értelmezése)

(Félkövér: pole-pozícióból indult; dőlt: leggyorsabb kört futott) 

| Év   | Kategória | Csapat | 1      | 2      | 3      | 4      | 5      | 6      | 7      | 8      | 9      | 10     | 11     | 12     | 13     | 14     | 15     | 16     | 17     | 18     | 19     | Helyezés | Pont |
| ---- | --------- | ------ | ------ | ------ | ------ | ------ | ------ | ------ | ------ | ------ | ------ | ------ | ------ | ------ | ------ | ------ | ------ | ------ | ------ | ------ | ------ | -------- | ---- |
| 2016 | Moto3     | Honda  | QAT 20 | ARG 11 | AME Ki | ESP 16 | FRA Ki | ITA 22 | CAT Ki | NED 19 | GER Ki | AUT 23 | CZE Ki | GBR 23 | RSM 23 | ARA 23 | JPN 12 | AUS 11 | MAL Ki | VAL 27 |        | 28.      | 14   |
| 2017 | Moto3     | Honda  | QAT 10 | ARG 17 | AME 19 | SPA Ki | FRA ni | ITA 18 | CAT 18 | NED Ki | GER 13 | CZE 9  | AUT 8  | GBR 12 | RSM Ki | ARA 15 | JPN Ki | AUS 8  | MAL 11 | VAL 17 |        | 17.      | 42   |
| 2018 | Moto3     | Honda  | QAT 11 | ARG 5  | AME Ki | SPA 16 | FRA Ki | ITA Ki | CAT 13 | NED 21 | GER 11 | CZE Ki | AUT 17 | GBR T  | RSM 12 | ARA 8  | THA 15 | JPN 19 | AUS 7  | MAL 23 | VAL    | 21.      | 46   |
| 2019 | Moto2     | Kalex  | QAT    | ARG    | AME    | SPA    | FRA    | ITA    | CAT    | NED    | GER    | CZE    | AUT    | GBR    | RSM Ki | ARA ni | THA 23 | JPN 22 | AUS 23 | MAL Ki | VAL 29 | NC       | 0    |

- *szezon folyamatban